# Megarcys irregularis
Megarcys irregularis är en bäcksländeart som först beskrevs av Banks 1900.  Megarcys irregularis ingår i släktet Megarcys och familjen rovbäcksländor. Inga underarter finns listade i Catalogue of Life.